# Kurt Waldheim
Kurt Waldheim (pronunciació alemanya: [ˈkʊɐ̯t ˈvaldhaɪm] ( escolteu-ho); Sankt Andrä-Wördern, Àustria, 21 de desembre de 1918 - Viena, 14 de juny de 2007) fou un polític i diplomàtic conservador austríac. Més tard, fou Secretari General de les Nacions Unides entre 1972 i 1982 i posteriorment President d'Àustria entre 1986 i 1992.

## Biografia
Nasqué al 21 de desembre de 1918 a la ciutat de Sankt Andrä-Wördern, població situada prop de Viena. Després d'estudiar secundària en una acadèmia de la capital del país entrà a estudiar dret a la Universitat de Viena, d'on es graduà el 1944. Un any abans, el 1943 i vestit amb un uniforme de l'exèrcit nazi engalonat, era a Kozara (actual Bòsnia) en el temps en què l'exèrcit nazi torturà i massacrà civils i on moriren al voltant de 25.000 partisans i ciutadans iugoslaus.
Membre de la socialdemocràcia cristiana austríaca, durant l'Anschluss d'Àustria l'any 1938 s'afilià a la Lliga d'Estudiants del Partit Nacional Socialista dels Treballadors Alemanys i durant un breu temps fou membre de les Sturmabteilung (SA). L'any 1941 serví a la Wehrmacht durant la Segona Guerra Mundial, i es rendí l'any 1945 a les forces britàniques a Caríntia.

## Activitat diplomàtica
L'any 1945 passà a ser membre del servei diplomàtic austríac gràcies als seus estudis de dret. Exercí de primer secretari de la delegació austríaca a París des de 1948, i en el ministeri de relacions exteriors a Viena entre 1951 i 1956. Aquell mateix any fou nomenat ambaixador al Canadà, retornant l'any 1960 al ministeri. Posteriorment, l'any 1964, es convertí en el representant permanent d'Àustria davant l'Organització de les Nacions Unides. El 1968 esdevingué ministre federal encarregat d'assumptes estrangers com a membre del Partit Popular d'Àustria (ÖVP).

## Secretari General de les Nacions Unides
L'any 1971 fou derrotat en les eleccions per a presidència del seu país, però fou escollit successor d'U Thant com a Secretari General de les Nacions Unides. L'any 1976 aconseguí ser reelegit tot i trobar certa oposició.
Durant el seu càrrec Waldheim obrí i dirigí múltiples conferències internacionals afavorides per l'ONU. Entre aquestes s'inclouen la Tercera sessió de la Conferència de Comerç i desenvolupament de les Nacions Unides, realitzada a Santiago de Xile l'abril de 1972; la Conferència de les Nacions Unides sobre el Medi Ambient, realitzada a Estocolm el juny de 1972; la Tercera Conferència de les Nacions Unides sobre la Llei del Mar, realitzada a Caracas el juny de 1974; la Conferència sobre la Població Mundial, realitzada a Bucarest l'agost de 1974; i finalment la Conferència Sobre l'Alimentació Mundial, realitzada a Roma el novembre de 1974.
Al concloure aquest segon mandat, un veto imposat per la República Popular de la Xina li impedí presentar-se per a un tercer mandat, sent substituït per Javier Pérez de Cuéllar.

## Presidència d'Àustria
L'any 1986 Waldheim tornà a postular-se en les eleccions del seu país, i a diferència de l'ocasió anterior, en sortí guanyador.
Fou aleshores quan s'inicià l'Afer Waldheim. Abans de les eleccions, la revista Profil revelà que, en una autobiografia recentment publicada, existien algunes omissions respecte a la vida de Waldheim entre 1938 i 1945. Poc temps després es sabé que Waldheim havia mentit sobre el seu servei a la Sturmabteilung-ReiterCorps, una divisió paramilitar del Partit Nazi, abans de la guerra. Així mateix també havia obviat la seva missió com a oficial coordinador de la batalla de Salònica (Grècia) entre 1942 i 1943, en la qual molts jueus foren deportats. L'especulació va créixer i Waldheim es veié involucrat i acusat de complicitat en crims de guerra.
Durant el seu pas per la presidència del seu país (1986-1992) Waldheim i la seva esposa foren declarats en diferents països personae non gratae i l'any 1987 foren inclosos en una llista d'observació per a impedir el seu ingrés als Estats Units d'Amèrica. En els seus 6 anys de govern, Waldheim no realitzà gaire visites a països estrangers, exceptuant les seves visites a la Ciutat del Vaticà i als països d'Orient Mitjà.
A causa de la creixent controvèrsia mundial, el govern austríac decidí consultar un comitè internacional d'historiadors per a examinar la vida de Waldheim entre 1938 i 1945, i finalment no trobaren cap prova que l'involucrés en crims de guerra.

## Curiositats
Waldheim i el president dels Estats Units Jimmy Carter són els responsables de la gravació dels discursos que foren enreegistrats en el disc d'or inclòs a la sonda espacial Voyager. Aquest disc actualment és a l'espai exterior.